# Scolymia cubensis
Espèce
Statut CITES
Scolymia cubensis est une espèce de coraux appartenant à la famille des Mussidae.